# Siebel Si 204
Die Siebel Si 204 war ein deutsches Schul-, Verbindungs- und leichtes Transportflugzeug während der Zeit des Zweiten Weltkriegs.

## Geschichte
Die Si 204 war ursprünglich als Passagierflugzeug für zwei Besatzungsmitglieder und acht Passagiere für die Deutsche Lufthansa vorgesehen. Die Entwicklung dieses Ganzmetallflugzeuges begann 1938 als Staatsauftrag bei der Firma Siebel in Halle in enger Zusammenarbeit mit der Deutschen Lufthansa unter Friedrich Fecher. Nach dem Kriegsbeginn wurde der Entwicklungsschwerpunkt auf ein Blindflug-Schulflugzeug mit Vollsichtkanzel gelegt. Lediglich die ersten beiden Prototypen wurden als Reiseflugzeuge mit Stufenkanzel fertiggestellt. Der Erstflug der V1 fand vor September 1940 (eventuell am 25. Mai 1940), der der V2 vor Februar 1941 statt.
Der dritte Prototyp wurde vom Reiseflugzeug zum Blindflug-Schulflugzeug mit Vollsichtkanzel umkonstruiert. Aufgrund dieser Arbeiten verzögerte sich der Erstflug erheblich (vermutlich bis Ende 1941).
Wegen der Auslastung der Siebel-Werke durch den Bau der Ju 88 wurden nur die 15 Prototypen in Halle fertiggestellt. Das Reiseflugzeug A-1 und die zugehörige Vorserie wurde bei SNCAN in Frankreich zwischen April 1942 und November 1943 produziert. Die Firma ČKD/BMM (Böhmisch-Mährische Maschinenfabrik) im Reichsprotektorat Böhmen und Mähren begann mit dem Bau der Vorserie D-0 (45 Flugzeuge) im Januar 1943. Die Serie D-1 lief im März 1943 bei Aero an, bei ČKD vermutlich im Juni 1943. Ab August 1943 lieferte auch SNCAN die ersten Flugzeuge der Serie D-1. Im Oktober 1944 startete Aero die Fertigung der Serie D-3, die sich durch Holztragflächen sowie Leitwerksteile aus Holz von der D-1 unterschied. In Frankreich lief die Serie D-1 nach 53 gebauten Flugzeugen im August 1944 aufgrund der Kriegsereignisse aus, so dass insgesamt 168 Si 204 bei SNCAN gebaut wurden. BMM baute das Flugzeug bis Oktober 1944, um dann auf Ersatzteilfertigung umzuschalten. Geplant war, dass die D-1 bei Aero im März 1945 nach 486 gebauten Flugzeugen auslaufen sollte, während gleichzeitig die D-3 mit 30 Flugzeugen pro Monat weiterlaufen sollte. Die Produktion bei Aero endete aber vermutlich schon nach 541 gebauten Flugzeugen im Januar 1945. Damit sind 1216 Si 204 inklusive der Prototypen produziert worden.

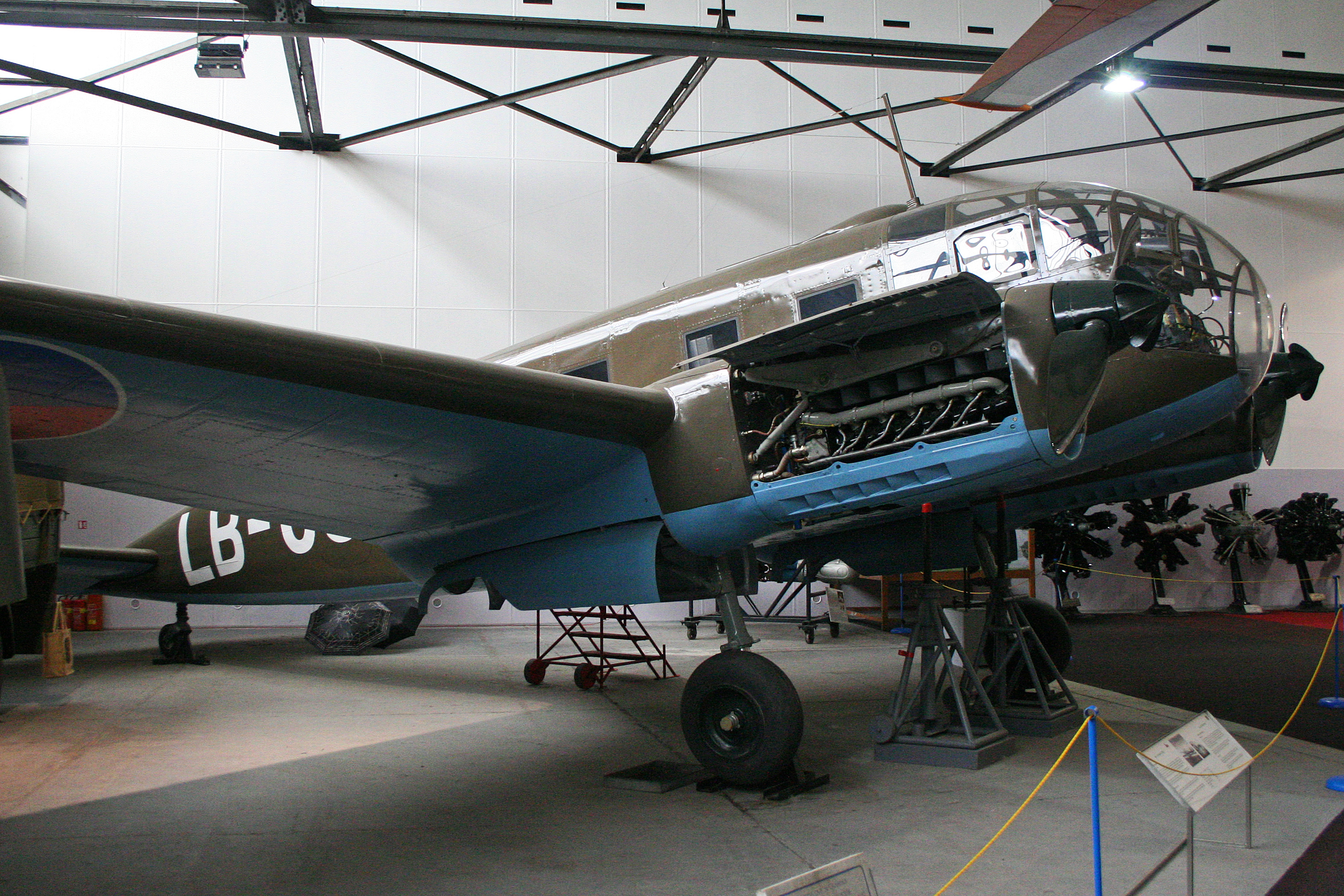
Siebel-Si-204-Nachbau Aero C-3A im Luftfahrtmuseum Prag-Kbely

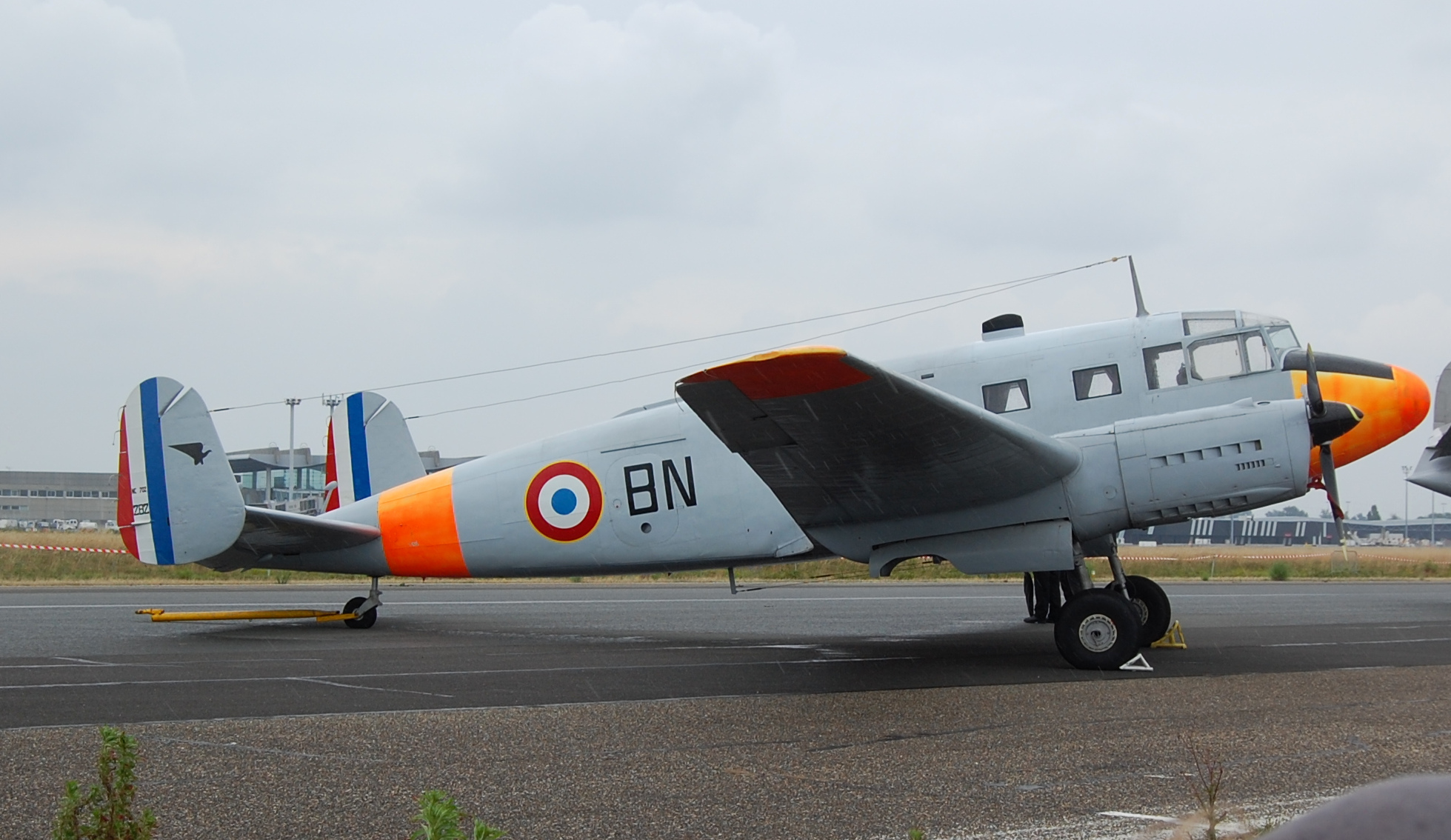
Französische NC.702

Nach dem Kriegsende lief in der Tschechoslowakei die Produktion bei Aero nochmals an und wurde bis 1949 fortgesetzt. Von den beiden Schulversionen Aero C-3A und C-3B (Cvičný letoun), der Passagierausführung C-103 sowie dem militärischen Transporter D-44 (Vojenská dopravní) entstanden insgesamt 179 Maschinen. Version A wurde für das Navigatoren-, Version B für das Bombenwurftraining genutzt. Auch in Frankreich wurde bei SNCAN die Produktion nochmals aufgenommen und die Si 204 D als NC.701 „Martinet“ und die NC.702 mit abgesetztem Bug ähnlich der Si 204 A für die Luftstreitkräfte gefertigt. Die über 300 gebauten Exemplare wurde bis in die 1960er Jahre hinein genutzt.
Bauzahlen der Si 204 bis 31. Januar 1945:
| Version    | Siebel | SNCAN | BMM/ČKD | Aero    | Σ       |
| ---------- | ------ | ----- | ------- | ------- | ------- |
| Prototypen | 15     |       |         |         | 15      |
| A-0        |        | 30    |         |         | 30      |
| A-1        |        | 85    |         |         | 85      |
| D-0        |        |       | 45      |         | 45      |
| D-1        |        | 53    | 447     | ca. 477 | ca. 977 |
| D-3        |        |       |         | ca. 64  | ca. 64  |
| Σ          | 15     | 168   | 492     | 541     | 1216    |

Die Verwendung der Si 204 D erfolgte vorwiegend bei den B- und C-Schulen sowie beim FlüG 1, dort eventuell als Taxiflugzeug für Besatzungen, die Flugzeuge an Kampfeinheiten überführt hatten. Der Einsatz auf den Blindflugschulen lässt sich nur vereinzelt, auf den Luftnachrichtenschulen gar nicht nachweisen. Die Si 204 A wurde häufig bei Verbindungsstaffeln und Flugbereitschaften eingesetzt, aber auch bei Schulen.
Am 7. April 1944 erhob sich die erste, aus einer D-1 umgebaute Si 204 E (W.Nr. 321310) zu ihrem Erstflug, gefolgt am 20. April 1944 von der Si 204 V-22 (W.Nr. 321309). 

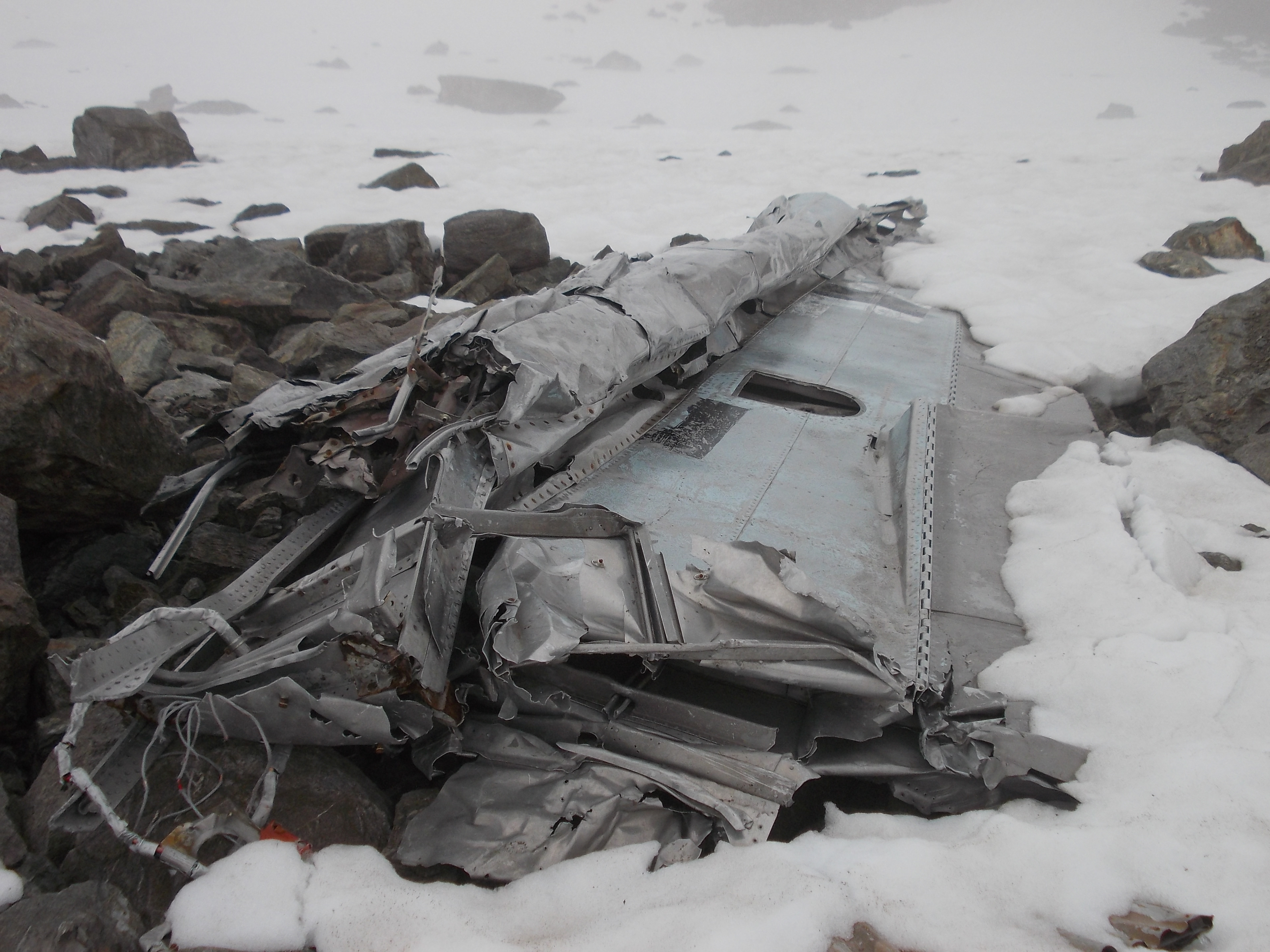
Wrack einer Siebel Si 204 im Verwall (Aufnahme von 2012)

Im Juni 1944 sollen fünf Si 204 aus der laufenden Serie zum Nachtschlachtumbau abgegeben worden sein, denen aber keine weiteren Flugzeuge folgten. Bekannt sind zwei Si 204 E mit den Werknummern 251538 und 251564. Ob der Einsatz als Behelfskampfflugzeug in der Nachtschlachtrolle erfolgte, ist nicht mit Sicherheit auszuschließen, denn beide Maschinen wurden im Oktober bzw. November 1944 nach Malacky bzw. Kraków-Balice zum Fronteinsatz überführt (die W.Nr.251538 ist im Januar 1945 allerdings erneut in Halle-Mötzlich nachweisbar).
Auch die Lufthansa flog mindestens vier Si 204: Die V1 D-AEFR wurde von März bis Mai 1941 bei der DLH Prag erprobt. Vom Frühjahr 1942 bis Frühjahr 1943 wurde die V2 D-ASGU im Liniendienst eingesetzt. Beim Kriegsende blieb eine Si 204 D mit dem Namen „Rhein“ in Tempelhof stehen, eine weitere in Enns in Österreich.
Die Sowjetunion erbeutete im späten Kriegsverlauf zahlreiche Si 204 und setzte sie sowohl im militärischen wie auch zivilen Bereich ein. Sie dienten z. B. kurz nach Kriegsende als Verbindungsflugzeuge zwischen den Stäben der auf deutschem Boden stationierten sowjetischen Einheiten wie auch bei der Hauptverwaltung Nördlicher Seeweg im hohen Norden des sowjetischen Mutterlandes. Für diese Einsätze wurden auch Skifahrwerke montiert. Der Betrieb war von Motorproblemen überschattet, durch die einige Unfälle und Abstürze verursacht wurden. Die letzten Flugzeuge wurden bis Anfang 1951 außer Dienst gestellt.
Große Wrackteile eines Flugzeugs dieses Typs liegen nach wie vor im Verwall unterhalb der Kuchenspitze, an deren Nordostwand die Maschine mit fünf Mann, vermutlich Wehrmachtsdeserteuren auf dem Weg in die Schweiz, während eines Nachtfluges am 17. März 1944 zerschellte. Die Leichen konnten erst im darauffolgenden Juni geborgen werden.
Prototypen der Si 204:
| Version | Motor  | Verwendung              | Erstflug           | Verbleib                                              |
| ------- | ------ | ----------------------- | ------------------ | ----------------------------------------------------- |
| V1      | As 410 | Musterflugzeug A Reise  | vor September 1940 | Werkflüge im November/Dezember 1943 in Halle-Mötzlich |
| V2      | As 410 | Musterflugzeug A Reise  | vor Februar 1941   | 26. Februar 1944 Absturz E-Stelle Rechlin             |
| V3      | As 410 | Blindflug-Schulflugzeug | vor Februar 1942   | 1. Juni 1942 Absturz E-Stelle Rechlin                 |
| V4      | As 411 | Blindflug-Schulflugzeug | vor November 1942  |                                                       |
| V5      |        | Bruchzelle              |                    |                                                       |
| V6      | As 410 | Erprobung As 410        | 23. Oktober 1942   |                                                       |
| V7      | As 410 | Wetterflugzeug          | 15. Dezember 1942  |                                                       |
| V8      | As 410 | allg. Flugerprobung     | 7. Mai 1943        |                                                       |
| V9      | As 410 | allg. Flugerprobung     | 16. Februar 1943   | 30. Juni 1943 Bruch Schule C-16 Burg                  |
| V10     | As 410 | allg. Flugerprobung     | 17. März 1943      |                                                       |
| V11     | As 410 | allg. Flugerprobung     |                    |                                                       |
| V12     | As 410 | allg. Flugerprobung     |                    | 13. März 1944 Absturz E-Stelle Rechlin                |
| V13     | As 410 | allg. Flugerprobung     | 12. August 1943    |                                                       |
| V14     | As 411 | Musterflugzeug D-2      | 22. Dezember 1943  |                                                       |
| V15     | As 411 | Erprobung As 411        | 14. Oktober 1943   |                                                       |
| V16     | As 402 | Erprobung As 402        |                    | aus A-Serie                                           |
| V19     | As 411 | Erprobung As 411        |                    | aus A-Serie, 27. Februar 1943 an Rechlin geliefert    |
| V22     |        | Musterflugzeug E        | 20. April 1944     |                                                       |

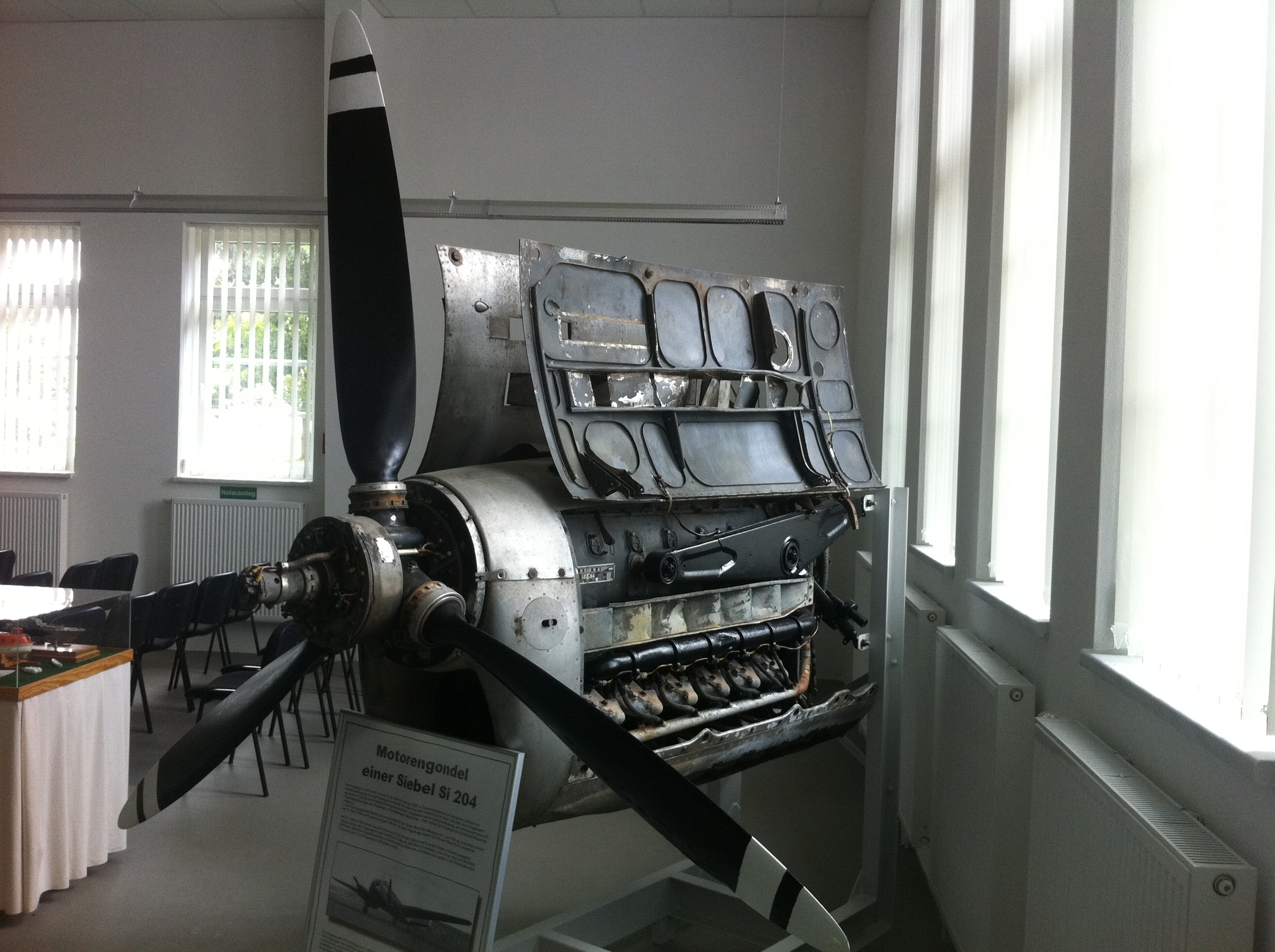
Motorgondel einer NC.701 von SNCAN mit dreiblättrigem Propeller, Luftfahrtmuseum Rechlin

Quellen: Archivalien des Bundesarchiv/Militärarchiv Freiburg und des Lufthansa-Archiv, Köln

## Technische Daten der Siebel Si 204D

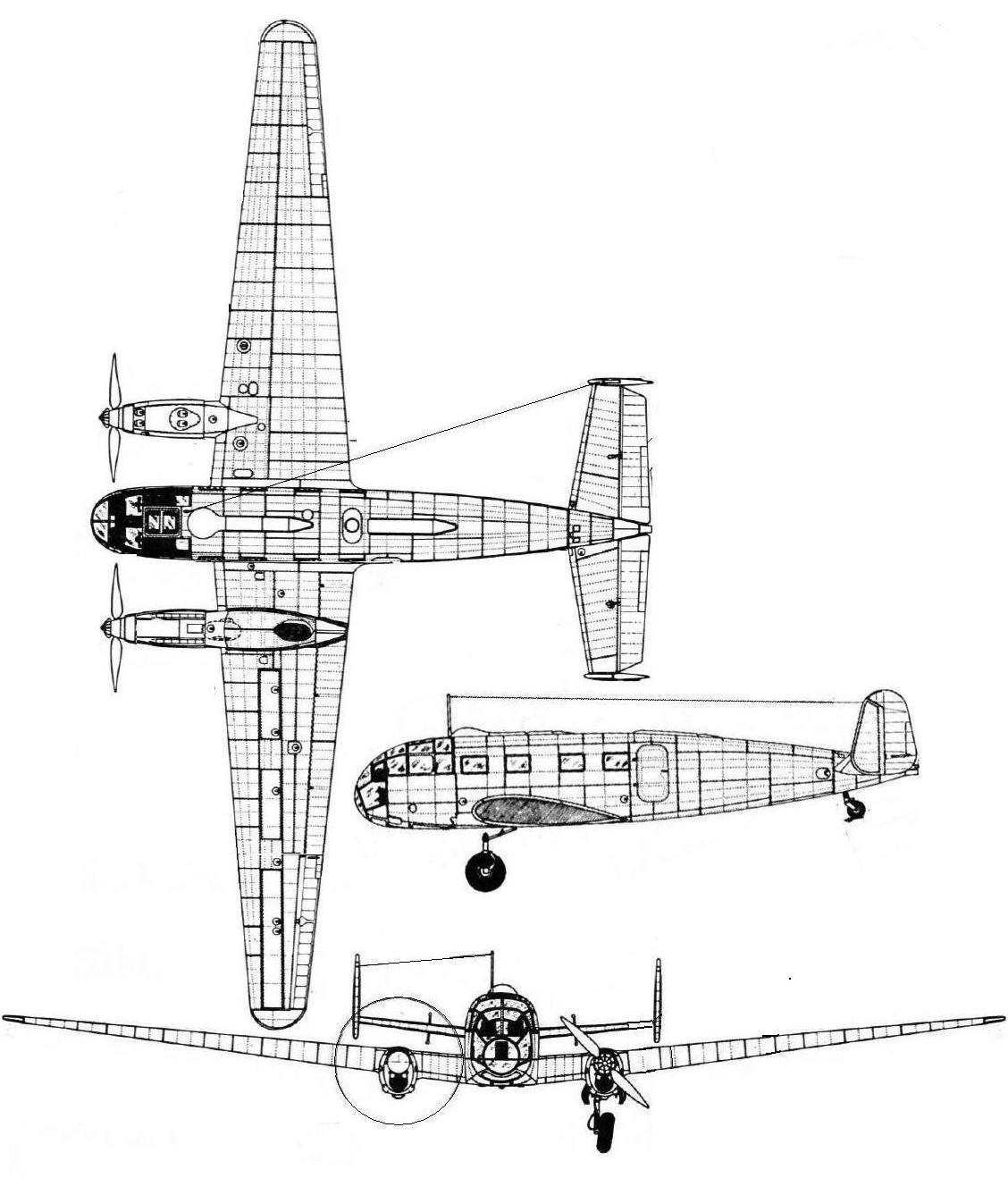
Dreiseitenriss

| Kenngröße             | Daten                                                                                |
| --------------------- | ------------------------------------------------------------------------------------ |
| Einsatzzeit           | 1943 bis 1945                                                                        |
| Besatzung             | zwei Mann und bis zu fünf Schüler                                                    |
| Länge                 | 11,95 m                                                                              |
| Spannweite            | 21,22 m                                                                              |
| Höhe                  | 4,24 m                                                                               |
| Leermasse             | 3920 kg                                                                              |
| Startmasse            | 5400 kg                                                                              |
| Höchstgeschwindigkeit | 350 km/h                                                                             |
| Dienstgipfelhöhe      | 7500 m                                                                               |
| normale Reichweite    | 1800 km                                                                              |
| Triebwerke            | zwei luftgekühlte hängende 12-Zylinder-V-Motoren Argus As 411 mit je 575 PS (423 kW) |